# ニューポート海軍基地

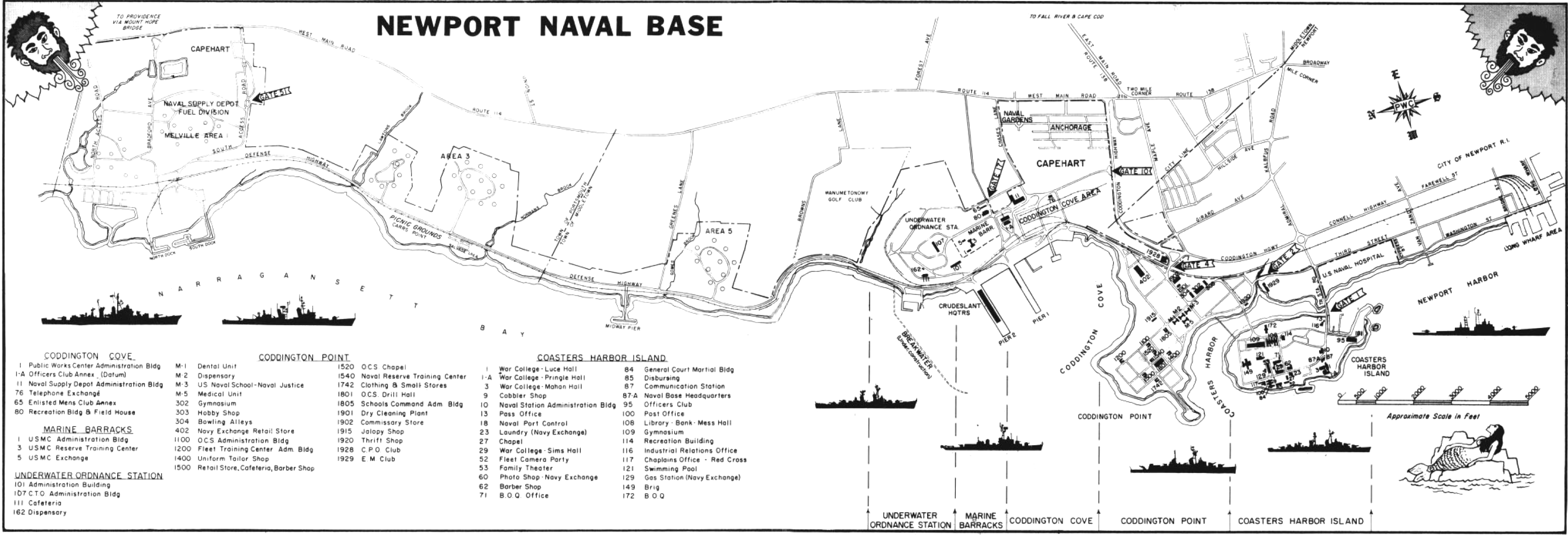
1966の周辺地図

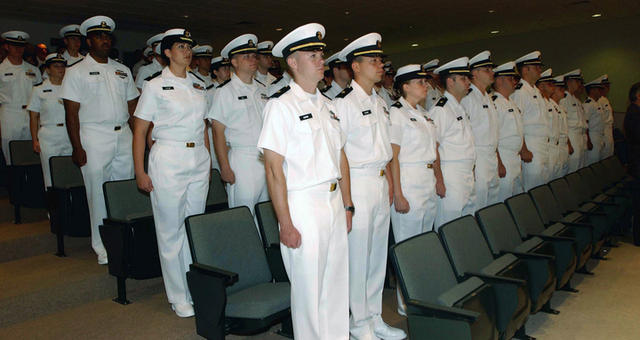
ニューポートの士官候補生学校で行われた2005年6月23日の卒業式

ニューポート海軍基地（ニューポートかいぐんきち、Naval Station Newport, NAVSTA Newport）は、ロードアイランド州のニューポートとミドルタウンにまたがるアメリカ海軍の基地である。
ニューポート海軍基地の中には海軍大学校と海軍司法学校がある。かつては大西洋艦隊巡洋艦駆逐艦部隊(COMCRUDESLANT)の母港だったが、1970年代初頭にノーフォーク海軍基地に移転した。ニューポート海軍基地では現在、海軍と沿岸警備隊の休止中の船舶を桟橋施設で管理している。
2005年のBRAC（基地閉鎖再編）では、ニューポート海軍基地は500人以上が増員され、士官候補生学校(OCS)、海軍補給隊学校や陸軍予備軍の一部の部隊を受け入れた。

## 基地の使命
ニューポート海軍基地は、入居している司令部や来訪する艦隊の活動を支援するために必要な施設やインフラを提供している。

## 歴史

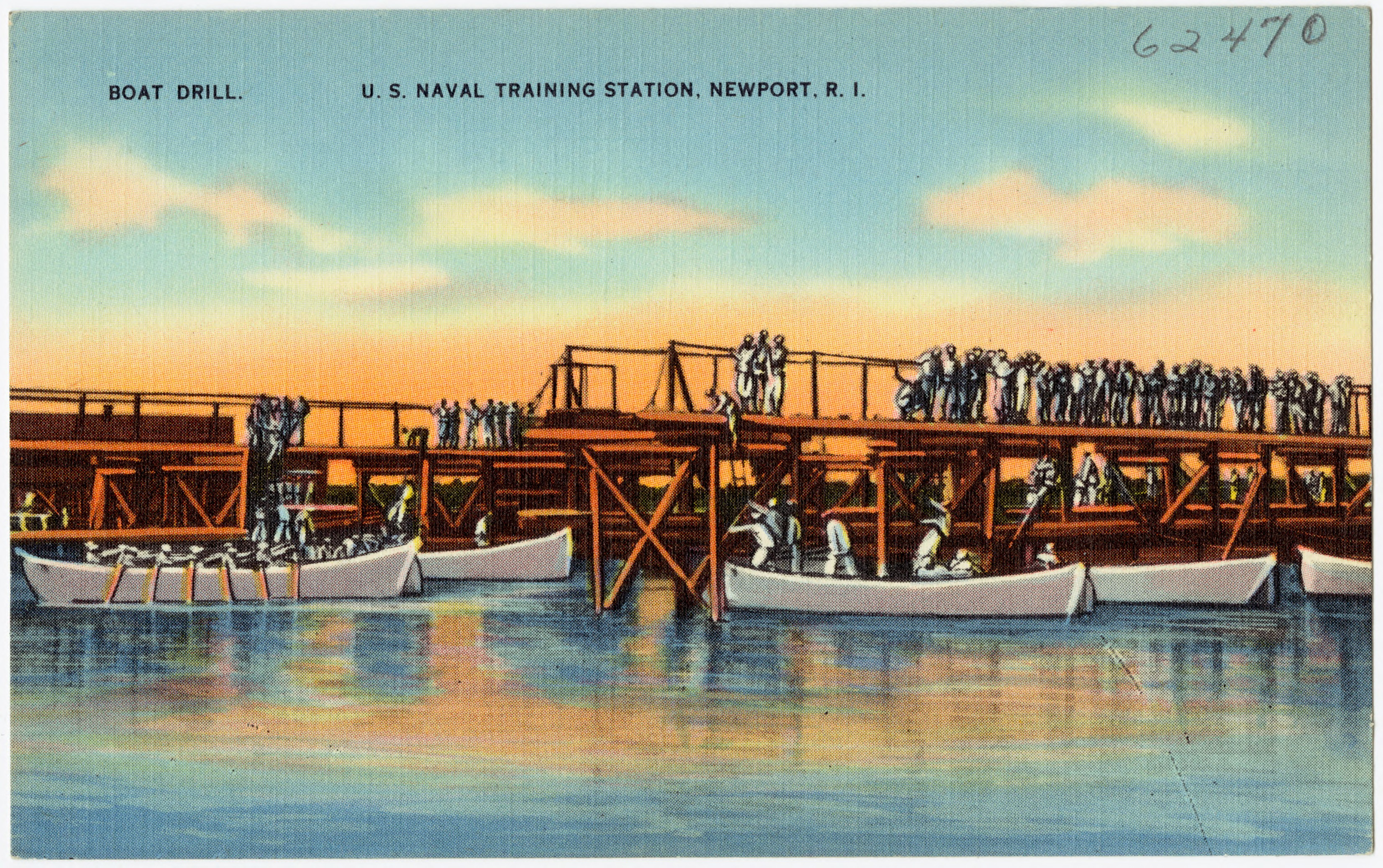
海軍訓練所

### 設立
アメリカ合衆国海軍省が正式にニューポート訓練所を設立したのは1883年のことだが、ロードアイランド州と海軍との関わりは1870年代後半にまでさかのぼる。同訓練所は、男子年少者に対し、10か月間の教育を行うことを目的としていた。当初は750人の学生が水上で訓練を受け、1887年には陸上へと完全に移行した。

### 南北戦争
南北戦争の間、紛争地に近いメリーランド州アナポリスにある海軍兵学校が一時的にニューポートに移された。「コンスティチューション」、「サンティー」、「ジョン・アダムス」などの訓練船も、北軍の士官候補生の訓練のためにニューポートに移された。

### 第一次世界大戦
ニューポート歴史協会は、次のように書いている。
1914年に第一次世界大戦が勃発すると、戦争への最初の準備が始まり、訓練所は駐屯地に拡張された。1916年までに7,215人の兵士が駐留し、ニューポートには、下士官学校、信号学校、病院部隊訓練学校、将校学校、音楽隊学校、消防士学校などが開設された。1917年4月にアメリカが正式に第一次世界大戦に参戦すると、海軍基地は1万人の収容人数を増やす権限を得た。仮設の兵舎、食堂、補助施設が、コースターズ島のキャンプ・サドラーと、キャンプ・パーマーと呼ばれる2800人の新兵のためのテント村に作られた。1917年に兵役特例法が施行されると、毎月平均1万5,000人の男性が訓練を受けるようになり、また、女性は徴兵の対象外であったが、この頃から海軍に入隊するようになった。これらのことにより、この基地はさらに拡大した。第一次世界大戦中、ニューポート訓練所は、ここで訓練を受けた何千人もの海軍予備兵や6万5千人の水兵を海に送り出した。
1919年には、同性愛者に関する調査に端を発するニューポート基地性的スキャンダルがあった。

## 現在の運用
本基地は、フィラデルフィアの非活動船保管施設に向けて曳航される前の空母「フォレスタル」や退役した後の「サラトガ」が母港としていた。
2014年5月8日、Naval Sea Systems Commandは、テキサス州ブラウンズビルのESCO Marine社が「サラトガ」を1セントで買取り解体すると発表した。現在、退役後、同基地の第2埠頭に係留されている空母「ジョン・F・ケネディ」(CV-67)をロードアイランド航空ホールオブフェイムが引き取る予定である。
ニューイングランド海軍病院が健康管理施設を提供している。

## 所属する部隊・船舶
海軍
- 爆発物処理機動隊 第2分遣隊
- 第8沿岸河川部隊
- 第7海軍建設連隊[7]
- 海軍水中戦センター（英語版）
- 海軍予科士官学校（英語版）
- 海軍司法学校（英語版）
- 海軍補給隊学校（英語版）
- 海軍大学校
- 士官候補生学校（英語版）
- Officer Development School (ODS)
- Direct Commission Officer Indoctrination Course (DCO)
- 上級士官学校（英語版）
- 地上戦担当官学校[8]
- NAVFAC Mid-Atlantic Public Works Department Newport
- Navy Operational Support Center Newport
- ノースイースト音楽隊

海兵隊
- Marine Corps Detachment Newport (MARDET)[9]

沿岸警備隊
- キーパー級設標船「アイダ・ルイス」(WLM-551)
- ジュニパー級設標船「ジュニパー」(WLB-201)
- ジュニパー級設標船「ウィロー」(WLB-202)
- USCG Electronics Support Detachment Detal (ESDD) Castle Hill
- USCG Maintenance Augmentation Team (MAT) Newport

海洋大気局(NOAA)
- 漁業調査船「ヘンリー・B・ビゲロー」(R 225)